# Шагающий человек I
«Шагающий человек I» (фр. L'Homme qui marche I) — бронзовая статуя высотой 183 см, работа известного швейцарского мастера Альберто Джакометти. Скульптура, изображающая шагающего человека, была создана в 1961 году. Это первый вариант из серии статуй на такую тематику и считается одной из самых важных работ Джакометти.
3 февраля 2010 года скульптура  была продана на лондонском аукционе Сотбис за рекордную для скульптур сумму в 65 млн фунтов стерлингов (104 миллиона 327 тысяч долларов). Владелицей скульптуры стала Лили Сафра, вдова бразильского банкира Эдмонда Сафра, проживающая на вилле Леопольда.
Скульптура «Шагающий человек» присутствует в кадре фильма «Железный человек 2».